# Graft-De Rijp

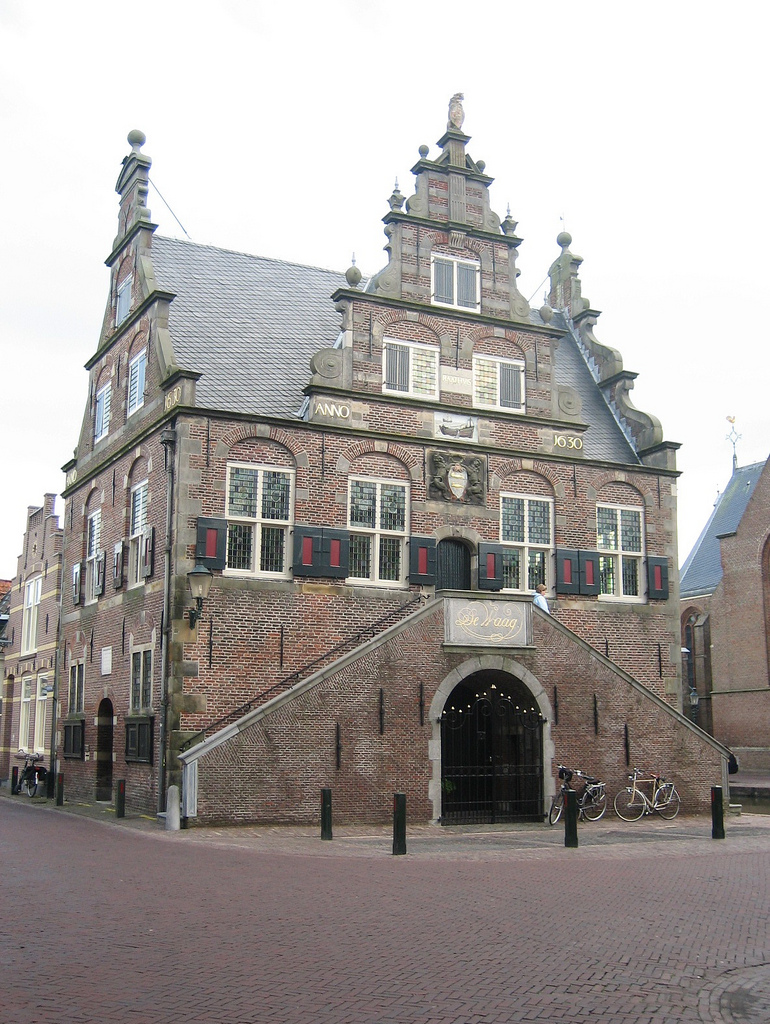
Raadhuis De Rijp

Graft-De Rijp (uitspraakⓘ) was tot 1 januari 2015 een gemeente in het midden van de Nederlandse provincie Noord-Holland, het lag deels in de regio Zaanstreek en ook lag het van oudsher in Waterland. De gemeente telde 6410 inwoners (1 mei 2014, bron: CBS) en had een oppervlakte van 21,76 km² (waarvan 1,72 km² water). Op 15 maart 2012 werd definitief beslist dat de gemeente zou gaan fuseren met Alkmaar. De gemeenteraad verkoos Alkmaar boven Zaanstad, hoewel de gemeente geen grens had met Alkmaar. Aangezien de gemeente Schermer ook met Alkmaar is gefuseerd, is er een aaneengesloten gemeente ontstaan.

## Plaatsen binnen de voormalige gemeente
Dorpen/Gehuchten:
- De Rijp
- Graft
- Markenbinnen
- Noordeinde
- Oost-Graftdijk
- Starnmeer
- West-Graftdijk

Buurtschap:
- Kogerpolder

## Topografie
Topografisch kaartbeeld van de voormalige gemeente Graft-De Rijp, per september 2014.

## Aangrenzende gemeenten
| Aangrenzende gemeenten | Aangrenzende gemeenten | Aangrenzende gemeenten | Aangrenzende gemeenten | Aangrenzende gemeenten |
| ---------------------- | ---------------------- | ---------------------- | ---------------------- | ---------------------- |
|                        |                        | Schermer               |                        |                        |
|                        |                        |                        |                        |                        |
| Castricum              | Beemster               |                        |                        |                        |
|                        |                        |                        |                        |                        |
| Uitgeest               |                        | Zaanstad               |                        | Wormerland             |

## Geschiedenis
Rond het jaar 800 was de omgeving van de huidige gemeente bedekt met veen. Als gevolg van ontginning hiervan door de mens en stormvloeden ontstonden in de regio drie grote meren, het Schermermeer in het westen, de Beemster in het oosten en het Starnmeer in het zuiden. Hiertussen lag het Schermereiland, nu ruwweg het grondgebied van de gemeente Graft-De Rijp. Veel inwoners leefden destijds van de visvangst. Na de droogmaking van de meren, in de 17e eeuw, was het geen eiland meer.
Tot 1970 waren Graft en De Rijp zelfstandige gemeenten. Op 1 januari 1993 werd Markenbinnen opgenomen in de gemeente. Daarvoor had het de plaats deel uitgemaakt van de gemeente Uitgeest.

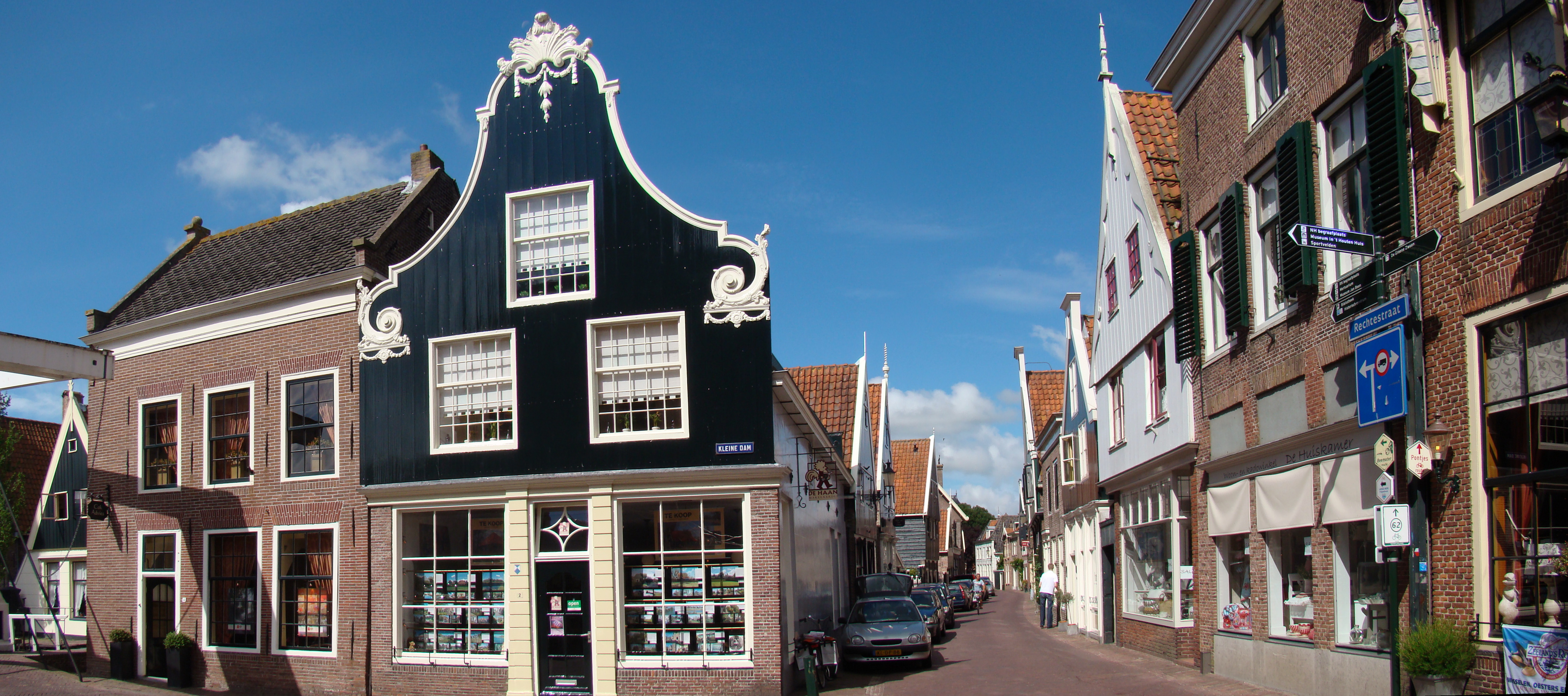
De Rijp

## Zetelverdeling gemeenteraad
De gemeenteraad van Graft-De Rijp bestond uit 13 zetels. Hieronder staat de samenstelling van de gemeenteraad van 1998 tot aan de opheffing van de gemeente eind 2014:
| PvdA             | 4  | 4  | 5  | 5  |
| VVD              | 4  | 4  | 3  | 3  |
| CDA              | 3  | 4  | 4  | 3  |
| Het Verschil     | -  | -  | 1  | 2  |
| Gemeentebelangen | 2  | 1  | -  | -  |
| Totaal           | 13 | 13 | 13 | 13 |